# El siguiente en la fila
El siguiente en la fila (título original en inglés: The Next in Line) es una novela corta del autor estadounidense Ray Bradbury.
Fue publicada originalmente en Dark Carnival (1947), el primer libro del autor, y luego en The October Country (1955), la revista Playboy (diciembre de 1955), The Small Assassin (1962) y The Stories of Ray Bradbury (1980).
En el verano de 1945, con el dinero ganado tras la publicación de tres cuentos, Bradbury realizó una travesía por México con su amigo Grant Beach.

"Aquel dinero me llevó a México, a Guanajuato y las momias de las catacumbas. La experiencia me horrorizó tanto y me dejó tan marcado que no veía la hora de escapar del país. Soñaba que me moría y tenía que quedarme en los pasillos de los muertos con esos cadáveres apuntalados y alambrados. Para purgar ese terror, escribí de inmediato El siguiente en la fila. Una de las pocas veces que una experiencia dio resultados casi sobre el terreno".
Ray Bradbury

La impresión fue tal que, en 1963, Bradbury volvió al tema de las momias de Guanajuato en The Life Work of Juan Díaz (La obra de Juan Díaz), historia originalmente publicada en la revista Playboy (septiembre de 1963) y que después se recogió en The Machineries of Joy (Las maquinarias de la alegría, 1964).
En 1978 apareció publicada la novela en el libro titulado The Mummies of Guanajuato, con fotografías de Archie Lieberman.

## Argumento
Joseph y Marie son un matrimonio de viaje turístico por México. En Guanajuato presencian desde el hotel un típico entierro mexicano. Marie se encuentra a disgusto en la ciudad e insiste continuamente en su deseo de marchar de allí. Pero su marido tiene previsto visitar la gran atracción de la ciudad: las momias.